# Coptomia crassa
Coptomia crassa är en skalbaggsart som beskrevs av Waterhouse 1879. Coptomia crassa ingår i släktet Coptomia och familjen Cetoniidae. Inga underarter finns listade i Catalogue of Life.